# Caracterización
La Real Academia define caracterizar como "determinar los atributos peculiares de alguien o de algo, de modo que claramente se distinga de los demás". Puede referirse a personajes, tipografías, páginas web, empresas, productos
La caracterización de un personaje para cualquiera sea su objetivo, puede realizarse mediante su caracterizacion de aspecto, mediante sus acciones, palabras o pensamientos. Es  una decisión del autor que el aspecto físico del personaje permita intuir la personalidad del mismo, facilitando la rápida comprensión del personaje; o que los actos del personaje contradigan las ideas que pueda inducir el aspecto físico, desafiando ideas estereotipadas de la sociedad y manteniendo al lector o espectador más alerta.

## En las artes escénicas

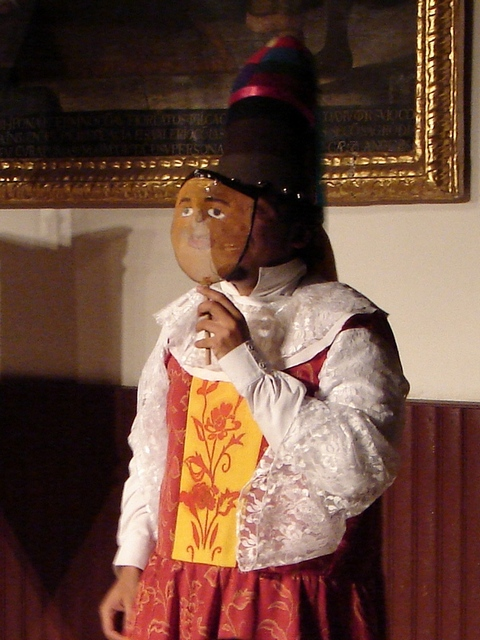
Caracterización de "El Danzante", de la obra de teatro del mismo nombre, de Javier Cevallos.

En un plano escénico, se garantiza la caracterización de un personaje mediante la aplicación de técnicas de peluquería, implantes y maquillaje. Los cambios que permitirán adaptar la fisonomía del intérprete a las características del personaje que interpreta; teniendo en cuenta los imperativos de la producción y/o escénicos.
Asimismo, define el proceso y establece los plazos para ajustarse a las necesidades de la planificación general del espectáculo.
Este profesional también coloca las pelucas, postizos, prótesis, y cuando procede, da las indicaciones técnicas al personal a su cargo o a los intérpretes para su colocación. Además debe ser capaz de realizar su labor teniendo en cuenta los diferentes protocolos de actuación en relación con los actores y en los diferentes géneros escénicos.

## En la literatura
En la literatura se utiliza una descripción, normalmente breve, del aspecto físico del personaje y se define la personalidad del personaje sea mediante la descripción del narrador (caracterización directa) o mediante sus actos, palabras, etc dejando que el lector construya su propia idea del personaje (caracterización indirecta).

### Ilustración
En el medio literario puede utilizarse imágenes que apoyen la narración y la caracterización de los personajes.

## En el guion cinematográfico
Según Dwight Swain, la caracterización de los personajes en el guion cinematográfico se constituye a través de detalles como el aspecto o su comportamiento. Esta serie de detalles son utilizados con el fin de 
dotar de individualización al personaje. Contrariamente a la literatura, los pensamientos del personaje no pueden determinarse de manera implícita, sino que debe de hacerse mediante medios cinematográficos.
De este modo, los elementos esenciales para su caracterización son: 
- edad
- situación social
- nivel de relación social
- resaltar un pasado oculto (si lo hay)

Por otro lado, el carácter se debe resaltar mediante la acción: "Un film no debe describir, sino demostrar el carácter de los personajes. Debemos mostrar el carácter mediante la acción", según Eugene Vale. La invención de hechos o circunstancias ayudan a descubrir la personalidad del personaje, además de hacer avanzar la historia. 
Por lo que respecta a la caracterización de los personajes secundarios, tienden a ser más planos. Funcionan de forma autónoma y recíproca con los personajes principales hasta el punto de que el personaje secundario afecte tanto a los protagonistas como a la propia historia. 

### Dosificación de la caracterización
Los detalles que constituyen la caracterización de un personaje deben estar repartidos a lo largo de todo el guion, de manera que los detalles más esenciales aparezcan de inmediato con el fin de mantener la atención del espectador sobre ese personaje. 

### Eltag
El tag, aunque no sugiera la psicología del personaje, es el rasgo característico que distingue al personaje y, por tanto, constituye el «rasgo unario» (Jacques Lacan). Es el ejemplo de manías en el personaje, como podría ser un tic, la manera escrupulosa de situar los lápices sobre su mesa o, incluso, su manera de suspirar.

## En los videojuegos
En los videojuegos y juegos de computador se trata de forma diferente la caracterización del personaje controlado por el jugador, o PC (player character, personaje jugador),  que los controlados por el computador, o NPCs (non player characters, personajes no jugadores).

### PC
La caracterización del personaje controlado por el jugador condiciona el comportamiento del jugador. La visión, actitud, habilidades, y motivaciones del personaje le dicen al jugador cómo abordar las situaciones planteadas en el discurso del juego. El equipamiento disponible para utilizar también dan información al jugador sobre el pasado del personaje que está manejando y proporciona otras formas de afrontar las situaciones.
En videojuegos con un componente visual, dependiendo de la posición de la cámara durante el transcurso del juego, el diseño de la apariencia del personaje deberá dar prioridad a ciertas partes: si el juego es en primera persona, es más importante el aspecto de los antebrazos y las manos, pues es la parte del personaje que más verá el jugador; si es en tercera persona o de cámara sobre el hombro, la parte trasera del personaje, si es en perspectiva cenital, una vista superior del personaje debe hacerlo reconocible y transmitir toda la información visual necesaria; si se utiliza una perspectiva más cinemática el diseño externo del PC puede realizarse de forma similar a la de otros medios visuales.

### NPCs
Dependiendo del tipo de juego, la caracterización de los personajes controlados por el ordenador, o NPCs,  puede realizarse mediante un guion o mediante IA.
El tratamiento de la caracterización de NPCs mediante un guion es similar a la de las artes escénicas o de la literatura, dependiendo los medios que utilice cada juego para comunicar la narración al espectador.
La caracterización mediante IA consiste en programar los personajes para que reaccionen a los estímulos externos y persigan objetivos de acuerdo con sus creencias, habilidades y emociones.

## La hoja modelo
En los medios visuales algunos creadores utilizan fichas con los datos de los personajes, tales fichas tienen la doble función de ayudar al autor a determinar las características de los personajes y de ponerlo en común con los demás integrantes de un equipo.
Las hojas de modelo pueden incluir: figuras completas de frente y de perfil; primeros planos de frente, de perfil y de medio perfil; notas constructivas que sirvan de ayuda cada vez que deba representarse el personaje; detalles de la vestimenta; diferentes atuendos; rasgos expresivos: lenguaje corporal, patrones del habla, rarezas personales, territorio emocional (conjunto de expresiones que determinan el temperamento del personaje), expresiones y poses clave.